# الانفجار الغازي في روساريو 2013
الانفجار الغازي في روساريو 2013 (بالإسبانية: explosión de Rosario de 2013) هو انفجار غازي حدث في منطقة روساريو السكنية، ثالث أكبر مدينة في الأرجنتين، في 6 أغسطس 2013. كان سبب هذا الانفجار تسرب غازي خطير في الطابق الأرضي من أبراج سالتا 2141 أدى إلى انهيار البرج المُكون من تسعة طوابق، فيما تأثر المبنيان الآخران وهُددت بعض المباني الأخرى بالانهيار. تُوفي اثنان وعشرون شخصًا، فيما أُصِيب ستون. ساعدت عدة مُنظمات في تأمين المنطقة والبحث عن الناجين ومُساعدة من فقدوا منازلهم. بعد فترة قصيرة تم تحديد الوقت اللازم لإعادة إعمار المنطقة وهي ستة أشهر.
أطلقت هيئة القضاء الإقليمي تحقيقًا يبحث في سبب هذا الانفجار. وكانت شركة ليتورال غاز [الإنجليزية]، الشركة المُزودة للغاز الطبيعي، والموظف المسؤول عن الصيانة في هذا اليوم، هم أول المُشتبه بهم. وأرسلت العديد من الشخصيات العامة التعازي، فيما أوقف مُعظم المُرشحين للانتخابات في هذا العام حملاتهم الانتخابية لفترة مُؤقتة.

## الحدث
حدث الانفجار الساعة 9:30 صباحًا (12:30 بتوقيت غرينيتش) بالقرب من تقاطع شارعي أورونيو وسالتا في وسط روساريو. أفصحت التقارير الأولية عن وفاة ثمان أشخاص، وإصابة ستين، وفقدان خمسة عشر شخصاً، لاحقاً تم تأكيد وجود ثمان وفيات أخرى. وبالبحث في اليوم التالي، وُجِد اثنتا عشر حالة وفاة أخرى تم تحديد عشرة منها. أما بالنسبة للأشخاص المفقودين، فقد وُجِد بعضهم ميتًا بين الحطام والبعض الآخر تم إنقاذه. انتهى البحث عن الناجين يوم 13 أغسطس بحصيلة اثنتين وعشرين وفاة. في 8 أكتوبر، تُوفيت امرأة ذات 65 عاماً كانت مُصابةً في هذا الحادث.
حدث الانفجار بسبب تسرب غازي في مبنى ثلاثيني، ودمّر هذا الانفجار مبنىً قريباً بطوابق متعددة تدميرًا قاسيًا ما أدى إلى انهياره. طلبت مونيكا فين [الإنجليزية]، رئيس بلدية روساريو، من المواطنين تجنب هذا المنطقة خوفًا من خطر انهيار مبانٍ أخرى ولتسهيل العمل على موظفي إدارة الكوارث. كانت الشوارع مُغطاةً بالزجاج المكسور من المباني المُحطمة. وانقطعت في لحظتها الكهرباء والامداد بالغاز وأرسلت الحكومة الوطنية فريقًا من قوات الشرطة الفيدرالية الأرجنتينية إلى مكان الحادث.
بدأت الشركة المزودة للغاز، ليتورال غاز، مُباشرةً في إغلاق مواسير توزيع الغاز لهذه المنطقة إغلاقًا مُحكمًا. مركز روساريو للتخصصات الطبية الإسعافية قام بجمع المعلومات عن الوفيات والمصابين، وتم تجهيز الخيم لمن فقد منزله. وجد رجال المطافي والعاملون أشخاصًا مُحتجزين في الأدوار العليا وقاموا بنقلهم إلى الأسطح والبنايات المُجاورة. على الرغم من أن الانفجار لم يُحطم المبنى، إلا أن مخاطر انهياره ما زالت موجودة.
عثرت الكتائب، التي تولت مسؤولية التنظيف النهائية لأبراج سالتا 2141 في روساريو على حوالي 35 ألف دولار بين الأنقاض، والذين تمكنوا من إعادتها لأصحابها. فيما عُثرت على بعض الوثائق والملابس والصور والمُجوهرات من بين أشياء أخرى، فيما تحطمت كل الأجهزة والأثاث بالكامل.

## التحقيق
ذكر الجيران للصحافة أنهم استطاعوا شم تسربٍ للغاز لعدة ساعات قبل الانفجار وأخبروا شركة ليتورال غاز بالأمر. وذكر مدير الشركة خوسيه ماريا جونزاليث أن الشركة لم تتلق أي مُكالمات هاتفية، وأنه اعتقد أن المتصلين ربما اتصلوا برقم الطوارئ 911 بدلًا من الاتصال بشركته. وأردف قائلًا في حديثه مع راديو 10، أنهم في يوم الثلاثاء 24 يوليو من ذلك العام تلقت شركته مُطالبة بالتعويض عن فقدان الغاز وقالت إنه في ذلك الوقت «تم إصلاحه». وبالإضافة إلى ذلك، أكد أنهم لم يتلقوا أي شكاوى من الجيران يوم الثلاثاء قبل وقوع الانفجار في روساريو. وأضاف، «أن ما كنا نفعله بداية من الانفجار، أننا كنا نحاول الدخول إلى المكان وإغلاق الشبكة حتى نتمكن من دخول المبنى بدون غاز. كنا نتفهم وجود تركيز للغاز في نقطة واحدة من المبنى وهذا ما تسبب في الانفجار...ونحن نفهم أن ما كان يحدث في المبنى لا علاقة له بشركة ليتورال غاز.. ولكنني لا أعرف ما هو أو أين يُوجد في المبنى تحديدًا». وذكر النائب العام كامبوريني في المُحاكمة أن المبنى قد شهد تسربات للغاز أخرى قبل الانفجار.
أطلقت هيئة القضاء الإقليمي تحقيقًا للبحث عن الظروف المُحيطة والمُؤدية للانفجار، وهذا قد جعل النيابة العامة تبدأ في عملية التفتيش والمُصادرة في شركة ليتورال غاز في مكاتبها ووحداتها لتتأكد من عدم وجود شكاوي للعملاء بخصوص تسرب الغاز. أمر القاضي خوان كارلوس كورتو [الإنجليزية] بالقبض على كارلوس أوسبالدو جارثيا وهو موظف في القسم المسؤول عن خدمات الغاز في هذه المنطقة. وقُبض عليه ليلاً، واستسلم مساعده بابلو منيو للشرطة في اليوم التالي. ووفقًا لشهود العيان، هرب مُوظف واحد بالشاحنة عندما أدرك خطورة هذا التسرب، فيما ظل مُوظف آخر في المنطقة مُحاولًا تنبيه الناس وإخراجهم من المنطقة المُهددة بالخطر. كانت هذه الشاحنة ملكًا لجارثيا، والذي تعرض لحالة من الصدمة أثناء المُحاكمة. فحص القاضي كورتو بقايا ورشة عمل مُوظف الغاز للتحقيق في شهادة جارثيا.
وفقًا للتحريات، كشفت المدعية العام جراثيلا أرخييس أن شركة ليتورال غاز تجاهلت طلبات المُساعدة التي طلبها جارثيا، والذي لم يكن مُدربًا بشكل صحيح على التعامل مع مثل هذه الأمور. وأشارت المدعية إلى أن المُستندات التي تم مصادرتها من الشركة قد تُثبت وجود شكاوي بخصوص التسرب الغازي. وفي التحقيقيات، اعترف عامل الغاز، جارثيا، أنه تلاعب بصمام الخزانة دون أن يعرف أن الشركة فقط هي المُرخص لها فقط أن تفعل ذلك، حسبما ذكرت مصادر قضائية. وأردفت أن هذا العامل قد تم استدعائه لتقديم أدلة مثل جميع الأشخاص المُتهمين في القضية وأنه أجاب عن أسئلة من النيابة العامة ومحامي الدفاع. وأضافت أنه تم استدعائه من قبل الشركة، تلبية لشكوى أحد الجيران، للقيام بإصلاح مُشكلة الغاز المُنخفض، وأنه عمله تبلور في تغيير أُنبوبين مع إصلاح كُوع. وقالت أن ما أدهشنا هو أنه قال أنه أغلق صمام الخدمة. عندما سأل مكتب المدعي العام عما إذا كان الصمام يعمل، قال نعم. واعتقد كورتو أن المسؤولية لا تقع بكاملها على عاتق المُوظفين فقط، وإنما يجب البحث والتحقيق في دور شركة ليتورال غاز بالمثل.
أُطلق سراح بابلو منيو، فيما رفض كورتو إطلاق سراح جارثيا مُبررًا أن منيو كان لديه ظروف خففت من الحكم عليه والتي لم تكن عند جارثيا، حيث أن مهمة منيو تتلخص في إعطاء جارثيا الأدوات المطلوبة، ولم تكن وظيفته الإصلاح في حد ذاته. كان منيو في الشارع ينظر إلى الشاحنة، والتي لم تُركن ولم تُغلق بشكلٍ صحيح، ولم يُشاهد العمل الذي قام به جارثيا قبل الانفجار. توقف كورتو قليلًا لإعلان براءة منيو في هذه المرحلة المُبكرة.
تنحى كورتو عن هذه القضية عندما أصبحت خارج نطاق اختصاصاته وجاء مكانه خابيير بيلتراموني، والذي أطلق سراح جارثيا. وطالبت شركة ليتورال غاز برفض بيلتراموني الإدلاء بأي رأي حيال هذه القضية للصحافة. ووافقت محكمة الاستئناف على استفتاء بخلع بيلتراموني وانتقلت القضية إلى باتريثيا بيلوتا. أدعى جارثيا أنه كان يتبع التعليمات المُطالب بها في الأيام السابقة للانفجار، ولذلك استدعت بيلوتا المُوظفين التقنين في الشركة ليُوضحوا هذه النقطة. أشارت ليتورال غاز إلى أن جارثيا لم يتلق أي تعليمات قبيل الانفجار.
اقترحت الشركة تسوية الأمر بشكل ودي مع الضحايا خارج المحكمة، وعرضت مبلغ 1200 دولار أمريكي على كل متر مربع انهار من المباني إثر هذا الحادث، بالإضافة إلى تعويضات على الخسائر في الأرواح. رفض نائب المُحافظ خورخي هذا العرض باعتباره غير أخلاقي، وكذلك رفض الأهالي في بداية الأمر، ولكن بحلول مايو 2014، وافق نصف الأهالي تقريبًا على هذا العرض.

## ردود الأفعال
حدث هذا الانفجار قبيل بدء الانتخابات الابتدائية التشريعية لدولة الأرجنتين 2013 في 11 أغسطس. طلب مُحافظ مقاطعة سانتا في، أنطونيو بونفاتي، من المُرشحين السياسين إيقاف حملاتهم الانتخابية حدادًا على ضحايا هذا الانفجار. بدورهم، أعلن مُرشحو الجبهات السياسية: جبهة النصر والجبهة التقدمية والمدنية والاجتماعية، إيقاف حملاتهم الانتخابية إيقافًا مُؤقتًا حدادًا على ضحايا الانفجار. وأعلنت الحكومة الوطنية للحداد لمدة يومين. ارتقب كل المرشحين الذين أوقفوا حملاتهم الانتخابية فترة الحداد في بوينس آيرس ومعظم المقاطعات الأخرى.

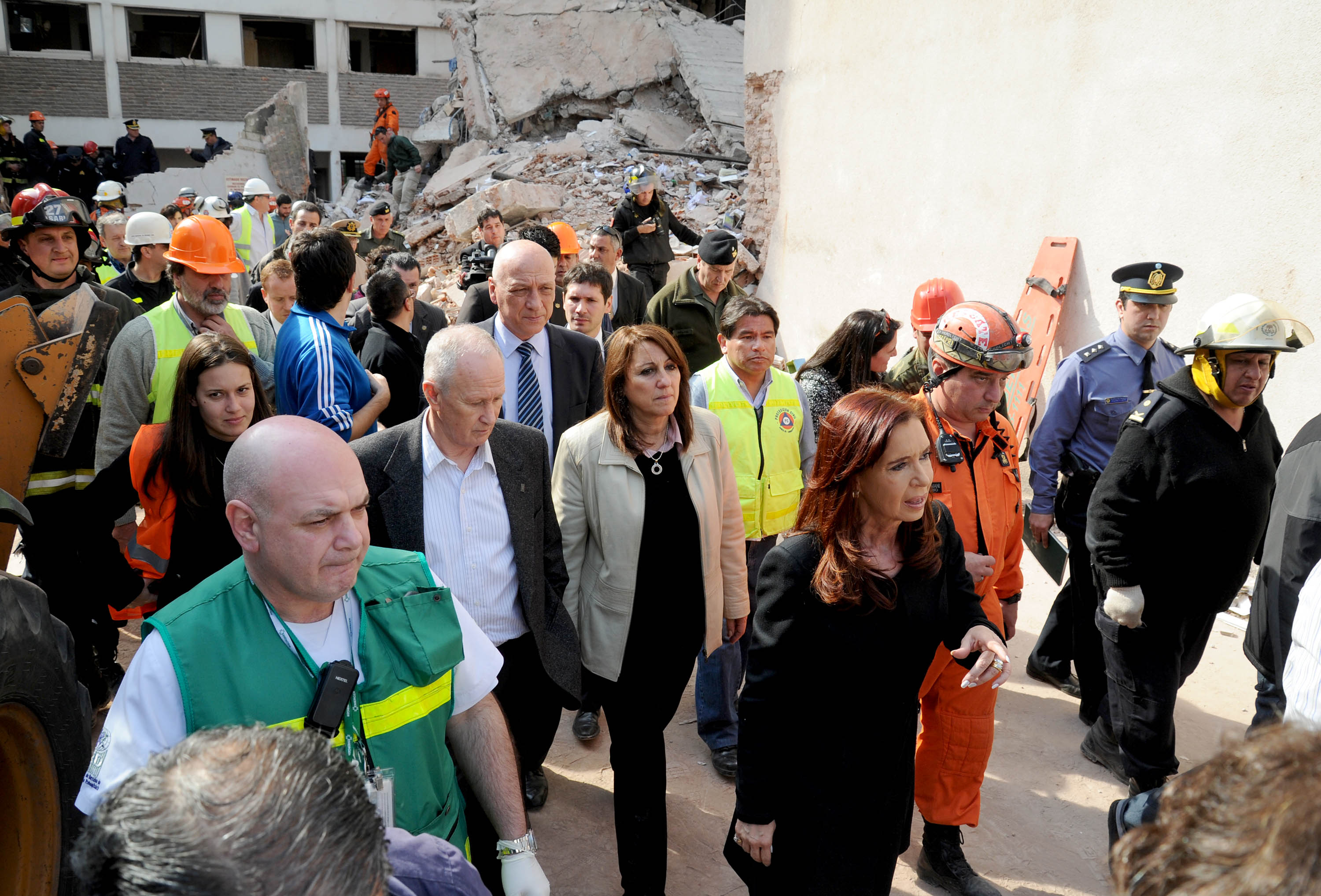
الرئيسة كريستينا فرنانديز دي كيرشنر في موقع الانفجار.

زارت الرئيسة كريستينا فرنانديز دي كيرشنر، والتي عادت مُؤخرًا من زيارة دبلوماسية في الأمم المتحدة، موقع الانفجار في 7 أغسطس. وأثناء زيارتها، لاقت التوبيخ من السكان المحليين، حيث أن البعض كان غاضبًا لأن زيارتها المُفاجئة عطلت العمل بالموقع، بينما ارتأى البعض الآخر أن هذه الزيارة لها دوافع سياسية. ومكثت الرئيسة فترة قصيرة ثم ذهبت بعدها لزيارة مركز العيادات الخارجية التخصصية التابع لروساريو، وقابلت بونفاتي. كانت حاشية كيرشنر مُحاطة بأعضاء من منظمة لا كامبورا [الإنجليزية]، مُحاولين منع المظاهرات ضدها والمُحافظة على إبقاء الصحفيين والسكان على بُعد.
قبل أسابيع من الانفجار، كانت عدة مواقع لخدمة الشبكة الاجتماعية قد نظمت كصرلآزو، وهي مُظاهرة عن طريق إصدار ضجيج بواسطة الضرب على الأواني، في جميع أنحاء البلاد والتي كانت معروفة بـ 8 أ ضد كيرشنر في 8 أغسطس. وبالفعل تمكنت المواقع من تنظيم عدة كصرلآزو مثل 8 إن و18 أ. وعلى الرغم من الحداد الوطني، الا أن الوقفة الاحتجاجية 8 أ انطلقت في معادها كم كان مُخططًا لها وأخذت شعار «لا مزيد من الأرواح المُهدرة». اعتقد المرشح ريكاردو خيل لابيدرا [الإنجليزية] أنه كان من الأولى أن تُلغى تلك الكصرلآزو -كما حدث مع حملاتهم- وأيده في رأيه زميله المرشح رودولفو تيراجنو [الإنجليزية]. حضر هذه الوقفات الاحتجاجية أُناس قليلون أقل من سابقتها في بونيس آيرس وفي باقي البلاد. لم تكن المُظاهرة في روساريو على هيئة كصرلآوز، وإنما كانت وقفة احتجاجية بضوء الشموع وحضرها ما يقرب من مائة شخص. كان هناك مظاهرة ثانيو في روساريو في 22 أغسطس ابتداءاً من النصب التذكاري لمقر شركة ليتورال غاز.
أرسل البابا فرنسيس خطاب تعزية لرئيس أساقفة روساريو خوسيه لويس موياجان [الإنجليزية]، وقُرأ هذا الخطاب في قداس وموكب سانت كاخيتان [الإنجليزية] في بلازا 25 دي مايو [الإنجليزية]. ونظم فريقا كرة القدم نيولز أولد بويز وروساريو سنترال، ومن المُنافسين على ديربي روساريو، مُباراة خيرية للضحايا في ملعب جابينو سوسا. وبدوره، قدم اللاعب ليونيل ميسي، حيث روساريو مسقط رأسه، الدعم من مُوسسة ليو ميسي الخيرية، وجمع الماتش الخيري 120.000 بيزو. فيما قدم الموسيقيون فيتو بيز وبيثينتيكو [الإنجليزية] وباباسونيكوس [الإنجليزية] ولاس بيلوتاس [الإنجليزية] وأوسكار بالابيثينو [الإنجليزية] وأتاكي 77 [الإنجليزية] وليساندرو أريسيمونيو [الإنجليزية] وبابلو داكال وكوكي دي بيرنارديس حفلات موسيقية في مدن أرجنتينية عدة لزيادة المال الذي سوف يُعطى للضحايا.

## تبعات أخرى
طالب أقارب وجيران الضحايا الـ 22 المُتوفيين بإجراء مُحاكمة علنية شفهية وتطبيق العدالة دون الإفلات من العقاب، كونها بحسب رأيهم «لم تكن هذه مأساة، بل كانت جريمة قتل»، وذلك في 2018. ويأمل أقارب الضحايا أن تبدأ هذه السنة المُحاكمة التي تجري فيها اتهام 11 شخصًا، من بينهم أربعة من العاملين في الشركة وعامل الغاز ومُساعده وشركة كالفيلو العقارية التي تولت بناء سالتا 2141، في قضية تُصنف على أنها «فوضى مُتفاقمة». وفُرضت عقوبات قُدرت بـ 6.5 مليون بيزو على شركات ليتورال غاز جراء الانفجار المميت في روساريو.

## إعادة الإعمار
أعلن بونفاتي أن مُقاطعة سانتا في مُستعدة لتقديم مُساعدة مالية للضحايا إثر الانفجار. وترك الانفجار أثراً بالغًا في المناطق المُجاورة وتدمرت المنازل. لذلك، فان الأسر التي تأثرت بذلك، قُدم لها دعم مالي مقداره 20.000 دولار أمريكي لاستئجار منازل حتى انتهاء عمليات إعادة الإعمار، مع إيداع مبلغ مالي مقداره 50.000 دولار أمريكي في بطاقة الائتمان لشراء الأثاث والأجهزة، مع تسديد هذا المبلغ في مدة 60 شهر بفائدة 5%.
بدورها، أعدت شركات العقارات في روساريو قائمة بمنازل لتأجيرها للضحايا بدون رسوم. وكان لبعض المباني المُتأثرة تأمينات رخيصة والتي، من المُحتمل، أنها لم تغطِ خطر الانفجار. وأيضًا، لم يتمكن بعض المُتضررين من استرجاع سياراتهم التي كانت في الموقف تحت الأرض.
عندما انتهى البحث عن النجاة، أغلقت السلطات شارع سالتا وبدأ المهندسون في فحص منطقة الصفر وحالوا أن يستعيدوا التصميم الأصلي لهذه المنطقة مع إزالة المباني غير المُستقرة. وصرح وزير الأشغال العامة عمر ساب أن المبنيين المُتبقيين يجب إزالتهما لأنهما غير قابلا للإصلاح، إلا أنه لم تُزال هذه المباني باستخدام المتفجرات على سبيل الاحترام لهذه الملكية. وحدد وزير الإسكان جوستابو ليون حدد مدة هذا العمل، وهي ستة أشهر تقريبًا. وسُمح للأشخاص أصحاب المنازل المُدمرة دخول منازلهم في مجموعات صغيرة في نفس الوقت ابتداءً من 9 أغسطس. وفي 13 أغسطس، بدأت عملية إعادة فتح الشوارع المُجاورة.
وقع الاتحاد العام للعمال في الأرجنتين اتفاقًا مع مصانع مُقاطعة روساريو للتأكد من أن ضحايا الانفجارات سيحتفظون بوظائفهم.